# Marcos Riquelme
Marcos Daniel Riquelme (Presidente Derqui, Buenos Aires, Argentina; 1 de junio de 1989) es un futbolista argentino. Juega como delantero centro actualmente milita en el Real Pilar Fútbol Club, equipo que actualmente compite en la Primera B Metropolitana, tercera división del fútbol argentino para los clubes directamente afiliados a la Asociación del Fútbol Argentino.

## Trayectoria
Empezó a jugar fútbol profesional a los 22 años en el club Fénix en la temporada 2011/2012 dónde jugó 31 partidos y anotó 16 goles luego para la temporada 2012/2013 seria fichado por el club Olimpo de Bahía Blanca donde jugó 8 partidos sin anotaciones volviendo a Fénix la temporada 2013/2014 jugando 43 partidos marcando 12 goles.

### Palestino
Hace su debut por Palestino el 20 de julio de 2014, en la derrota frente a Cobreloa por 2 tantos a 1, marcando el único gol del club árabe en ese encuentro.
Marcos cierra la temporada 2015 proclamándose goleador del Apertura 2015 de la Primera División de Chile, con 11 tantos anotados. A mediados del 2017 llega al Bolívar, club con el que juega la Copa Libertadores 2019 y queda eliminado en la fase previa por Defensor Sporting. Jugó al lado de Enzo Gutiérrez, quien era figura de aquel equipo.

### Sporting Cristal
El 19 de febrero de 2021 es oficializado como nuevo refuerzo del club bajopontino. Firma un contrato por todo el 2021 en reemplazo de Emanuel Herrera. Hizo un doblete en su segundo partido con el cuadro bajopontino, y fue ante Deportivo Municipal. No obstante, sufrió una lesión que lo alejó unos cuántos partidos. Pudo reencontrarse con las anotaciones en la final del Torneo Apertura, en la victoria 2-0 ante la Universidad San Martín, marcando el gol definitivo que coronó al Cristal como ganador del primer torneo corto peruano de ese año. Finalmente, el Sporting Cristal anunció la salida del jugador.

### Bolivia
En junio de 2023, el delantero fichó en el Oriente Petrolero.

## Clubes
| Club                 | País          | Año           | Part. | Goles | Prom. |
| -------------------- | ------------- | ------------- | ----- | ----- | ----- |
| Fénix                | Argentina     | 2011-2012     | 31    | 16    | 0.52  |
| Olimpo               | Argentina     | 2012-2013     | 8     | 0     | 0     |
| Fénix                | Argentina     | 2013-2014     | 43    | 12    | 0.28  |
| Palestino            | Chile         | 2014-2016     | 75    | 22    | 0.29  |
| Audax Italiano       | Chile         | 2016-2017     | 29    | 12    | 0.41  |
| Bolívar              | Bolivia       | 2017-2019     | 87    | 50    | 0.57  |
| Universidad de Chile | Chile         | 2019          | 10    | 3     | 0.3   |
| Bolívar              | Bolivia       | 2020          | 30    | 26    | 0.87  |
| Sporting Cristal     | Perú          | 2021          | 26    | 7     | 0.27  |
| Always Ready         | Bolivia       | 2022-2023     | 54    | 25    | 0.46  |
| Oriente Petrolero    | Bolivia       | 2023-2024     | 32    | 11    | 0.34  |
| Real Pilar           | Argentina     | 2025-presente | 3     | 3     | 1     |
| Total carrera        | Total carrera | Total carrera | 428   | 187   | 0.43  |

## Palmarés

### Torneos nacionales
| Título            | Club             | País    | Año  |
| ----------------- | ---------------- | ------- | ---- |
| Torneo Apertura   | Bolívar          | Bolivia | 2017 |
| Torneo Clausura   | Bolívar          | Bolivia | 2017 |
| Torneo Apertura   | Bolívar          | Bolivia | 2019 |
| Torneo Apertura   | Sporting Cristal | Perú    | 2021 |
| Copa Bicentenario | Sporting Cristal | Perú    | 2021 |

### Distinciones individuales
| Distinción                              | Año    |
| --------------------------------------- | ------ |
| Goleador de Primera División de Chile   | 2015-A |
| Premio Tigo Sports Botín de Oro         | 2018-B |
| Goleador del Torneo Clausura de Bolivia | 2018   |
| Goleador del Torneo Apertura de Bolivia | 2020   |